# Trissolcus viktorovi
Trissolcus viktorovi is een vliesvleugelig insect uit de familie van de Scelionidae. De wetenschappelijke naam van de soort is voor het eerst geldig gepubliceerd in 1968 door Kozlov.